# OBI Cup 2008
A OBI Cup 2008 foi um torneio amistoso realizado entre os dias 12 e 15 de julho em Berna, na suíça. Seus jogos foram realizados no Stade de Suisse. 
O torneio é realizado pelo BSC Young Boys, juntamente com seus patrocinadores, OBI e Puma AG, e contou com a participação de mais três equipes: o Botafogo, o Vitória de Guimarães e o Wolfsburg.

## Tabela
|  | Semifinais 12 de julho | Semifinais 12 de julho | Semifinais 12 de julho |            |           | Final 15 de julho | Final 15 de julho | Final 15 de julho |  |
|  |                        |                        |                        |            |           |                   |                   |                   |  |
|  | Wolfsburg              | Wolfsburg              | 1                      |            |           |                   |                   |                   |  |
|  | Wolfsburg              | Wolfsburg              | 1                      |            |           |                   |                   |                   |  |
|  | Vitória de Guimarães   | Vitória de Guimarães   | 0                      |            |           |                   |                   |                   |  |
|  | Vitória de Guimarães   | Vitória de Guimarães   | 0                      |            | Wolfsburg | Wolfsburg         | 2                 |                   |  |
|  |                        |                        |                        |            | Wolfsburg | Wolfsburg         | 2                 |                   |  |
|  |                        |                        | Young Boys             | Young Boys | 3         |                   |                   |                   |  |
|  | Young Boys             | Young Boys             | Young Boys             | Young Boys | 3         | 6                 |                   |                   |  |
|  | Young Boys             | Young Boys             |                        |            |           |                   |                   |                   |  |
|  | Botafogo B             | Botafogo B             | 0                      |            |           |                   |                   |                   |  |

## Partidas

### Semifinais
Semifinal 1
| 12 de Julho de 2008 17:30 (GMT) | Wolfsburg   | 1 – 0     | Vitória de Guimarães | Stade de Suisse, Berna, Suíça. Público: 7.444 pagantes Árbitro: Auxiliares: |
|                                 | Grafite 83' | Globo.com |                      |                                                                             |

Semifinal 2
| 12 de Julho de 2008 19:45 (GMT) | Young Boys                                                    | 6 – 0     | Botafogo B | Stade de Suisse, Berna, Suíça. Público: 7.444 pagantes Árbitro: Auxiliares: |
|                                 | Haberli 14' · Eudis 22' 43' · Doubai 78' · Frimpong 88' 90+3' | Globo.com |            |                                                                             |

### Finais
Disputa de terceiro lugar
| 15 de Julho de 2008 17:30 (GMT) | Vitória de Guimarães | 1 – 2     | Botafogo B                         | Stade de Suisse, Berna, Suíça. Público: 7.692 Árbitro: Auxiliares: |
|                                 | Carlitos 33'         | Globo.com | Thiago Marin 18' · Flávio Pará 37' |                                                                    |

Final
| 15 de Julho de 2008 19:45 (GMT) | Wolfsburg       | 2 – 3 | Young Boys                                         | Stade de Suisse, Berna, Suíça. Público: 7.692 Árbitro: Auxiliares: |
|                                 | Grafite 45' 54' |       | Raimondi 23' · Hochstrasser 66' (P) · Frimpong 89' |                                                                    |

## Classificação
| Classificação | Equipa               | PG | J | V | E | D | GP | GC | SG |
| --- | -------------------- | -- | - | - | - | - | -- | -- | -- |
| 1 | Young Boys           | 6  | 2 | 2 | 0 | 0 | 9  | 2  | 7  |
| 2 | Wolfsburg            | 3  | 2 | 1 | 0 | 1 | 3  | 3  | 0  |
| 3 | Botafogo             | 3  | 2 | 1 | 0 | 1 | 2  | 7  | -5 |
| 4 | Vitória de Guimarães | 0  | 2 | 0 | 0 | 2 | 1  | 3  | -2 |
| PG - pontos ganhos; J - jogos; V - vitórias; E - empates; D - derrotas; GP - gols pró; GC - gols contra; SG - saldo de gols |                      |    |   |   |   |   |    |    |    |

### Campeão
| OBI Cup    |
| ---------- |
| Young Boys |

## Artilharia
- Grafite, Wolfsburg, 3 gols;
- Frimpong, Young Boys, 3 gols;
- Eudis, Young Boys, 2 gols;
- Hanerli, Young Boys, 1 gol;
- Doubai, Young Boys, 1gol;
- Thiago Marin, Botafogo, 1 gol;
- Flávio Pará, Botafogo, 1 gol;
- Carlitos, Vitória de Guimarães, 1 gol;
- Raimondi, Young Boys, 1gol;
- Hochstrasser, Young Boys, 1gol;